# Zebina malagazzae
Zebina malagazzae is een slakkensoort uit de familie van de Rissoidae. De wetenschappelijke naam van de soort is voor het eerst geldig gepubliceerd in 2002 door Sleurs & van Goethem.